# Dvorak配列
Dvorak配列（ドヴォラックはいれつ）は、キー配列の一種で、英文入力に特化した設計。1932年にワシントン大学の教育心理学者であるオーガスト・ドヴォラックが考案した。

## 配列
Windows向けキーボードの配列で、ラテン文字と数字を除く記号は、複数の配置がある。

## 特徴
「打鍵の誤りを低減して、入力速度を向上させ、入力従事者の疲労を軽減する」ことを目的に、英文でアルファベットの出現頻度と相関性を分析し、英文入力に特化して設計された。他言語の使用は想定していない。
上段と下段の使用頻度を低く、運指距離を短く設計し、母音は左手側中段、子音は母音に連接する出現頻度の降順で右手側、それぞれに配置し、右と左を交互に打鍵させて効率的で高速な入力を企図している。
キーボードを用いる文字入力速度の世界記録で、本配列が用いられた。

## 普及
QWERTY配列に比べて理論上の優位点は多いが、書籍やソフトウェアなど市販されるキーボードトレーニングの大多数はQWERTY配列用途で、本配列用途は僅少である。
コンピュータ入力装置としてのキーボードは、文字入力に加えてオペレーティングシステム (OS) やアプリケーションの操作で複数キーの組み合わせ入力を要するが、Unix系のOSやWindows、macOSなどは、これら機能のショートカットがQWERTY配列前提で設定されており、本配列の操作性は低下する。

## 日本語入力
本配列は他言語の配慮はないが、日本語のローマ字入力で特に出現頻度が高い母音は、「I」を除いて左手のホームポジションに位置して運指距離が短い。
日本語入力時は、母音とともに出現頻度が高い子音の「K」と「Y」も左手側に位置し、左手の打鍵数が多くなる。DvorakJP、ACT (AZIK on Dvorak)、JLOD、蒼星など、Dvorak配列を基に負荷を右手へ移した入力方式や、カ行の子音を「K」から「C」へ置換することで、操作性の向上が期待できる。

## 対応キーボード
KinesisやTypeMatrix、ErgoDox EZなどが、QWERTYとDvorakにハードウェアで対応し、配列の選択が可変なキーボードを販売している。TRONキーボードは英語キー配列にDvorak配列を採用している。ドイツのキーボードメーカーペリックスがオンデマンドで製造している。

## オペレーティングシステム
OSの設定やアプリケーションを用いてDvorak配列を使用する。
macOS
初期状態はQWERTY配列で、「システム環境設定 - キーボード - 入力ソース」で「Dvorak」を追加し、直接入力の配列として選択する。日本語の入力は、パネル内「英字のレイアウト」項目でDvorakを選択して可能となる。キーボードショートカットでコマンドキー押下時にQWERTY配列となる「Dvorak - Qwerty ⌘」配列も選択可能である。Karabiner（旧 KeyRemap4MacBook）などのキーリマップユーティリティを導入して詳細設定する。
Windows
Windows XPは「コントロールパネル - 地域と言語のオプション - 言語 - 詳細（テキスト サービスと入力言語） - キーボードレイアウト/入力システム」で「米国（Dvorak）」を選択してキー配列を変更するが、入力システムも変更されて日本語は入力不可となる。日本語入力は、レジストリを操作してキー配列を変更、Dvorak配列をエミュレートするDvorakJなどアプリケーションの導入、などで対応する。Dvorak配列化用のソフトウェアに、修飾キーをQWERTY配列のまま使用できるものもある。
Windows 10では、スタート・メニュー→設定→時刻と言語→(左の)地域と言語→言語→日本語→オプション→キーボード・レイアウトを[日本語キーボード(106/109キー)]から[英語キーボード(101/102キー)]に変更してサイン・アウト、再サイン・インをクリックする。そして スタート・メニュで regeditを検索、実行して、HKEY_LOCAL_MACHINE\SYSTEM\CurrentControlSet\Services\i8042prt\Parameters\LayerDriver JPNを"kbd101.dll"から"kbddv.dll"に修正すると、アプリケーションなしで使えるようになる。
FreeBSD
コンソール (/dev/console) から入力の場合、kbdcontrolコマンドでkbdcontrol -l us.dvorakなどとして選択する。/etc/rc.conf で keymap=us.dvorak を指定し、起動時にDvorak配列となる。
Unix系OSでX Window System
setxkbmapコマンドでsetxkbmap dvorakとして選択する。XmodmapでX起動時に設定も可能である。

## 片手用配列
片手操作時の入力を考慮した、右手用と左手用の配列がある。

右手用Dvorak配列

左手用Dvorak配列

## 派生した配列
- modified Dvorak - 荻野周史が考案した配列で、物理的な配列を一部変更している[2]。
- DvorakJP - 物理的な配列を変更せずに、日本語入力の負荷軽減を目指した配列。
- ACT - 物理的な配列を一部変更している。
- 蒼星 - Shiftキーを利用した機能強化を特徴とし、ACTやM式などを参考に考案[3]された。
- iDvorak - iDvorak
- JLOD配列 - Japanese Layout on DvorakJLOD配列